# Velika Pirešica
Velika Pirešica (Duits: Großpireschitz) is een plaats in Slovenië en maakt deel uit van de gemeente Žalec in de NUTS-3-regio Savinjska. De plaats telde 500 inwoners op 1 januari 2020.